# Лековите биљке
Лековите биљке (у литератури се може срести и термин медицинске биљке) се користе у званичној или народној медицини за лечење болести или очување здравља људи. Данас се користи око 10.000 врста биљака и посвећује им се велика пажња управо у циљу проналажења бољих лекова који би по организам човека били што је могуће мање штетни.
Многе фармакопеје у свету користе биљке за добијање лекова (у Русији се око 170 врста биљака користи у те сврхе) јер су богате садржајем алкалоида, гликозида, смоле, етарских уља и др. Наука која се бави изучавањем лековитог биља, односно дрогама биолошког порекла назива се фармакогнозија.
Историја употребе биљака у лечењу тесно је повезана са историјом и развојем људског друштва. Најстарији писани документи потичу из Кине 3000 година п. н. е. када се знало за више од стотину лековитих биљака међу којима се неке и данас користе, као нпр. рабарбара (Rheum ssp.) и цимет. Година 1806. обележена је заслугом немачког апотекара Фридриха Вилхелма Сертинера (  1783—1841), који је први изоловао морфин из опијума, као почетак стручне фармакогнозије.

## Таксономија
У ботаници, многе лековите биљке носе officinalis или officinale као други део научног имена. Officinalis је средњовековна латинска реч која означава организме, углавном биљке, које се користе у медицини и кувању. Реч officinalis дословно значи „који припада апотеци манастира” (лат. officīna), где су се чували лекови и остале медицинске потрепштине. Сама реч officīna је настала скраћивањем речи opificīna, која потиче од opifex (ген. opificis), што значи радник, стваралац, чинилац (од лат.  — „рад” и наставка -fex, -ficis — онај који чини, даље од facere — чини, ради). Најстарија манастирска апотека у свету је Officina Profumo- Farmaceutica di Santa Мaria Novella у Фиренци (Италија), коју су 1221. године основали  доминиканци.
Када је Лине креирао биномни систем номенклатуре, у првом издању свог дела Systema Naturae 1735. године, користио је officinalis за биљке, и понеке животиње, које су имале познату медицинску, кулинарску и другу употребу.

## Развој фитотерапије у Србији
Први писани документи о употреби биљака у лечењу, фитотерапији, садржани су у манастирским кодексима Ходошком (XIV век) и Хиландарски (XV и XVI век).
У XVIII веку Захарије Стефановић Орфелин у свом делу Велики српски травник 1783. г. описао је на десетине биљака и начин њихове употребе. Вук Стефановић Караџић је 1818. г. у Српском рјечнику објавио велики број података о употреби биљака у народној медицини.
У XIX веку посебно место у изучавању фитотерапије заузимају Јосиф Панчић, својим делом Ботаника(1868) и Сава Петровић који је написао прву књигу о распрострањењу и употреби лековитог биља код нас, Лековито биље Србије (1883). У исто време Владан Ђорђевић објављује Народна медицина у Срба и Васа Пелагић приручник Стварни народни учитељ. Ова дела су доста помогла популарисању употребе лековитог биља.
Почетком XX века почиње и ново поглавље у развоју фитотерапије обележено радом Јована Туцакова (1905—1978) и његових сарадника, ученика и следбеника. Вишегодишњи рад у прикупљању података о распрострањењу лековитих биљака, њиховој употреби у народној медицини као и лабораторијска испитивања њихових састојака поставили су темеље наше фитотерапије. Међу многобројним научним и стручним радовима издвајају се Фармакогнозија (1948) и Лечење биљем (1971). Овај врсни научник је оснивач Института за проучавање лековитог биља Јосиф Панчић у Београду.

## Подела лековитог биља
Према фармаколошком дејству лековите биљке је могуће поделити у две групе:
1. лековите биљке благог дејства, којима припада велики број биљка које су у широкој и скоро свакодневној употреби какве су рецимо нана, камилица, липа, шипак и др.
2. лековите биљке јаког деловања, токсичне врсте од којих се производе врло јаки отрови као нпр. морфин, хероин, атропин и др. и чија је употреба и руковање (складиштење, израда препарата и давање болесницима) прописана законом о отровном биљу.

Према начину деловања на људски организам најчешће се сврставају у неколико група:
1. биљке које делују на рад срца и крвних судова;
2. биљке које делују надражујуће на нервни систем;
3. биљке које умирујуће делују на нервни систем;
4. биљке за ублажавање болова;
5. биљке које регулишу рад система за варење;
6. биљке које олакшавају искашљавање;
7. биљке које убрзавају зарастање рана.

## Употреба лековитих биљака

### Народна медицина
Још су стари Словени знали за лековито дејство биљака па се то искуство преносило кроз народно памћење све до данас. Једна од најпознатијих биљака, којој су осим лековитих приписивана и света обележја, била је босиљак.

### Законске напомене
Некада чешће, данас су многе дивље биљке – захваљујући и неконтролисаном брању за употребу у фармацеутској индустрији – у природи у нестајању, због чега су заштићене законом (Службени гласник Републике Србије, бр. 05/10). Њихово брање подлеже дозволама које комерцијални берачи треба да траже од Министарства пољопривреде и заштите животне средине.

### Сакупљање и сушење лековитог биља
Да би садржај лековитих супстанци у биљци био највећи, неопходно је придржавати се неких основних смерница које важе за највећи број биљака:
- цвет (flos)се бере чим биљка почне да цвета, при чему не треба сачекати да се отвори;
- лист (folium) бере се пред цветање;
- лисни пупољак (gemma) бере се неотворен у рано пролеће;
- цео надземни део биљке (herba) бере се у време цветања биљке;
- плод (fructus) се сакупља пре него што потпуно сазри;
- семе (semen) се бере потпуно зрело;
- подземни органи (ризом, корен, кртоле, луковице) ваде се у јесен или пролеће, а веома ретко у доба цветања биљке;
- сакупљање биљака треба обављати по лепом и сунчаном времену;
- по завршеном брању се одбацују сви они делови биљке који се не користе;
- током сушења биљке се не излажу директно сунцу или високој температури већ се сушење обавља у засенченим, промајним местима;
- материјал је потребно чешће превртати;
- најбоље је сушење обављати у посебним сушарама у којима су оптималне температуре до 40 °C.

### Употреба лековитих биљака у домаћим условима
Употреба биљака у домаћим условима односи се на употребу само тзв. лековитих биљака благог дејства као што су камилица, нана, липа и др, док је рад са лековитим биљкама јаког фармаколошког дејства дозвољен само стручним лицима и под посебним условима који су прописани Законом о отровном биљу.
У домаћим условима од лековитог биља могу се припремати различити екстракти:
- чајеви,
- мацерати,
- тинктуре, које се припремају екстракцијом помоћу алкохола
- прашкови и
- сокови.

#### Нека општа правила која треба поштовати
- никада не треба одједном узимати веће количине лековитог биља јер тада може више да штете него да користе;
- при првом узимању одређене биљке треба почети са малом количином да би се испитала алергијска реакција организма;
- при сакупљању биљака из природе треба бити изузетно обазрив и сакупљати само оне биљке за које смо сигурни да их добро познајемо;
- ради избегавања ефекта навикавања треба с времена на време извршити замену појединих компоненти биљних мешавина; најсигурније је да промену рецептуре изврши фармацеут;
- израду сложенијих биљних препарата, поготово оних који садрже токсичне биљке, треба оставити стручњацима;
- чајеве не заслађивати, а ако је то баш неопходно онда користити мед или јаворов сируп; мед се ставља само у прохлађен чај (40—45 °C) јер се на вишој температури разграђује тако да остану само шећери;
- код избора биљака не треба експериментисати већ треба користити оно лековито биље које доказано одговара датој болести;
- температура воде којом се прелива биљка богата витамином Ц (нпр. шипак) не би смела да пређе 50 °C јер се на вишој температури овај витамин разграђује;
- треба избегавати узимање одједном веће количине лековитог биља јер оно тада може бити штетно;
- због могуће алергијске реакције најпре треба пробати малу количину биљака;
- ако се биљке припремају и користе према упутству онда немају пропратних штетних деловања као што то имају лекови.

## Самоникле лековите биљке Србије
Биодиверзитету се последњих година у Србији поклања велика пажња о чему сведоче два значајна дела Биодиверзитет – суштина и значај (1995) биолога, еколога и истакнутог научног радника професора Милорада Јанковића и монографија Биолошког факултета Универзитета у Београду Биодиверзитет Југославије са прегледом врста од међународног значаја (1995) у редакцији професора Владимира Стевановића и Војислава Васића и учешће још 40 познатих стручњака.
Ова дела су се само дотакла проблема диверзитета флоре лековитих биљака, који је, иако од непроцењиве важности, у Србији мало проучаван. Ова проблематика обрађена је у јако малом броју радова, међу којима свакако треба истаћи две студије професора Радише Јанчића (1985, 1997) које се баве биодиверзитетским проучавањем врста рода Mentha у Србији, као и рад професора Петра Марина (1997) о фитохемијским особинама рода Mentha.
Проблематика брања, нарочито неконтролисаног у комерцијалне сврхе, затим брања биљака на заштићеним подручјима и у Националним парковима је стари и нерегулисани проблем у Србији. Корак ка решењу је Правилник, који је донела влада Србије 2010. који је објављен у „Службеном гласнику РС”, број 36/09. Брање и дистрибуција лековитог биља данас је регулисано законом, а дефинисано Правилником о проглашењу и заштити строго заштићених и заштићених дивљих врста биљака, животиња и гљива: Прилог II – комерцијалне врсте.

## Одабране врсте
- Althaea officinalis (бели слез)
- Anchusa officinalis (волујак)
- Asparagus officinalis (шпаргла)
- Avicennia officinalis (индијска мангрова)
- Bistorta officinalis (срчењак)
- Borago officinalis (борач)
- Buddleja officinalis (будлеја)
- Calendula officinalis (невен)
- Cinchona officinalis (жути кининовац)
- Cochlearia officinalis (кашикара)
- Corallina officinalis (кречњачка црвена морска алга)
- Cornus officinalis (јапански дрен)
- Cyathula officinalis
- Cynoglossum officinale (пасји језик)
- Euphrasia officinalis (видац)
- Fumaria officinalis (димњача)
- Galega officinalis (ждраљевина)
- Gratiola officinalis (дубчац, прољевак)
- Guaiacum officinale (гвајак)
- Hyssopus officinalis (милодух)
- Jasminum officinale (јасмин)
- Laricifomes officinalis (спрашена гљива)
- Levisticum officinale (селен)
- Lithospermum officinale (врапчије семе)
- Magnolia officinalis (лековита магнолија)
- Melilotus officinalis (жути кокотац)
- Melissa officinalis (матичњак)
- Morinda officinalis (индијски дуд)
- Nasturtium officinale (поточарка)
- Paeonia officinalis (обични божур)
- Parietaria officinalis (лековита црквина)
- Pulmonaria officinalis (плућњак)
- Rheum officinale (рабарбара)
- Rosa gallica оfficinalis (апотекарска ружа)
- Rosmarinus officinalis (рузмарин)
- Salvia officinalis (жалфија)
- Sanguisorba officinalis (јарчија трава)
- Saponaria officinalis (сапуњача)
- Scindapsus officinalis
- Sepia officinalis (обична сипа)
- Sisymbrium officinale (стризуша)
- Spongia officinalis (прави морски сунђер)
- Stachys officinalis (ранилист)
- Styrax officinalis (дивуза)
- Symphytum officinale (гавез)
- Taraxacum officinale (маслачак)
- Valeriana officinalis (мацина трава)
- Verbena officinalis (љутовница)
- Veronica officinalis (честоглавица)
- Zingiber officinale (ђумбир)